# EPI Suite
Die Estimation Programs Interface Suite – EPI Suite – ist eine Software zur Abschätzung diverser Stoffeigenschaften, insbesondere zu physikochemischen Eigenschaften und zum Umweltverhalten.
In EPI Suite ist zudem eine Datenbank mit gemessenen Daten zu mehr als 40000 chemischen Stoffen enthalten.
Das Softwarepaket wurde von der Syracuse Research Corporation im Auftrag der US EPA entwickelt.

## Modelle in EPI Suite
In EPI Suite sind folgende Modelle enthalten:
Physikalische Eigenschaften:
- MPBPWIN: Schmelzpunkt, Siedepunkt, Dampfdruck
- WATERNT: Wasserlöslichkeit
- WSKOWWIN: Wasserlöslichkeit (über Octanol-Wasser-Verteilungskoeffizienten)

Verteilungskoeffizienten:
- KOWWIN: Octanol-Wasser-Verteilungskoeffizient (log KOW)
- HENRYWIN: Henry-Konstante bzw. Luft-Wasser-Verteilungskoeffizient (log KAW)
- KOAWIN: Octanol-Luft-Verteilungskoeffizient (log KOA)
- KOCWIN: Adsorptionskoeffizient für organischen Kohlenstoff in Böden und Sedimenten (log KOC)

Abbau:
- BIOWIN: aerobe und anaerobe biologische Abbaubarkeit
- BioHCwin: Halbwertszeit des biologischen Abbaus (nur für Kohlenwasserstoffe)
- HYDROWIN: Halbwertszeit der wässrigen Hydrolyse (nur für Ester, Carbamate, Epoxide, Halomethane, ausgewählte Alkylhalogenide sowie Phosphate, Phosphonate und Thiophosphate)
- AOPWIN: atmosphärische Halbwertszeit

Umweltverhalten:
- BCFBAF: Biokonzentrationsfaktor und Bioakkumulationsfaktor
- AEROWIN: an Aerosole sorbierter Anteil
- WVOLWIN: Verflüchtigungsrate aus Flüssen und Seen
- STPWIN: Entfernung in einer typischen Kläranlage durch biologischen Abbau, Sorption am Klärschlamm und Ausgasen
- LEV3EPI: Verteilung in der Luft, im Boden, im Sediment und im Wasser unter stationären Bedingungen für ein Standardmodell „Umwelt“ (Fugazitätsmodell der Stufe III)

Ökotoxizität:
- ECOSAR: akute und chronische aquatische Toxizität für Wasserorganismen (Fische, wirbellose Wassertiere und Grünalgen)